# Acrosathe vanduzeei
Acrosathe vanduzeei är en tvåvingeart som först beskrevs av Cole 1923.  Acrosathe vanduzeei ingår i släktet Acrosathe och familjen stilettflugor.
Artens utbredningsområde är Kalifornien. Inga underarter finns listade i Catalogue of Life.